# Thomas Sutton (fotograf)

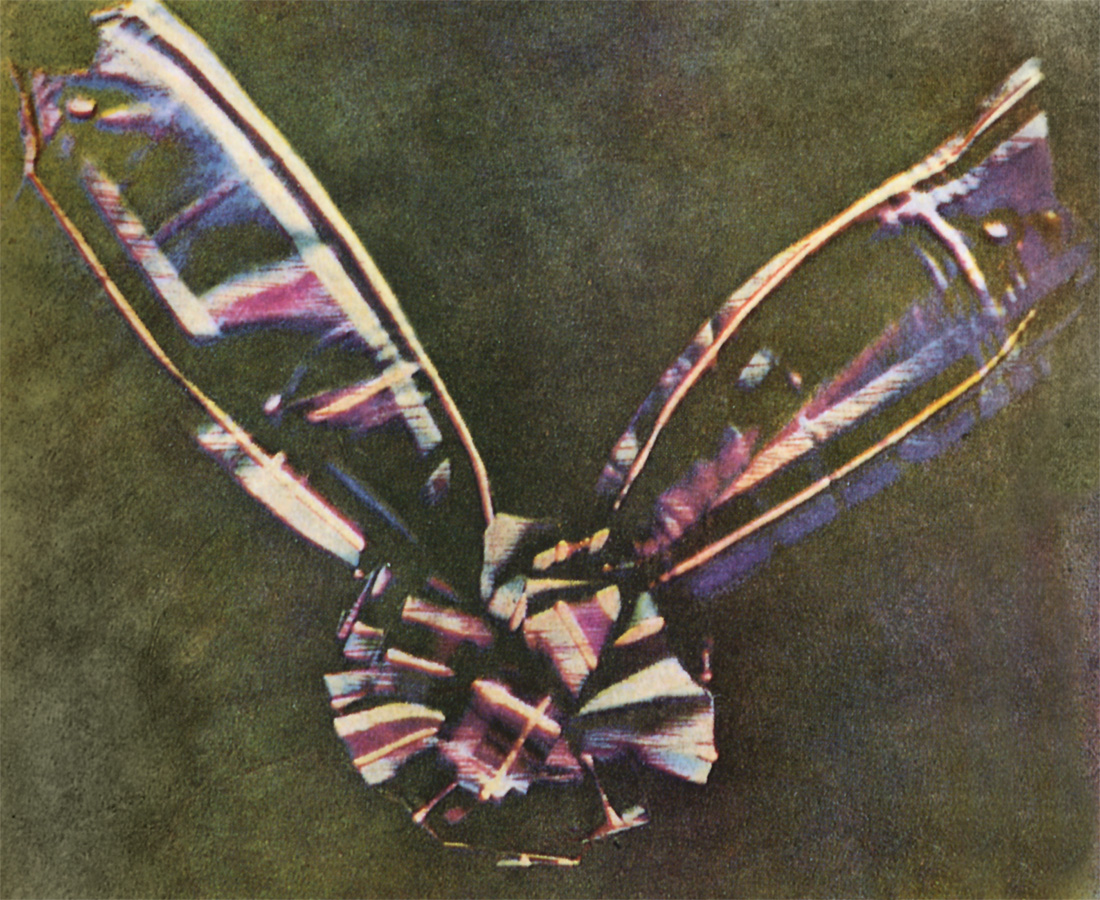
První trvalá barevná fotografie pořízená Suttonem v roce 1861 metodou navrženou Jamesem Clerkem Maxwellem

Thomas Sutton (22. září 1819 – 19. března 1875, Kensington) byl anglický fotograf, spisovatel a vynálezce.

## Životopis
Thomas Sutton chodil do školy v Newington Butts a studoval čtyři roky architekturu, než začal studovat na Caius College v Cambridge, kde v roce 1846 promoval jako 29. wrangler. Následující rok otevřel fotografické studio v Jersey pod patronací prince Alberta. V roce 1855 založil v Jersey s obchodním partnerem Louisem Désiré Blanquartem-Evrardem fotografickou společnost, která vyráběla tisky z kalotypových negativů.  Následující rok Sutton a Blanquart-Evrard založili žurnál Photographic Notes (Fotografické poznámky), který Sutton editoval pro jedenáct roků. Sutton, plodný autor, napsal řadu knih na téma fotografie, včetně Dictionary of Photography (Slovníku fotografie) v roce 1858.
V roce 1859 Sutton vyvinul první panoramatický fotoaparát s širokoúhlým objektivem. Objektiv tvořila skleněná koule naplněná vodou, která promítala obraz na zakřivenou desku. Kamera byla schopna zachytit obraz ve 120stupňovém oblouku.
V roce 1861 Sutton sestrojil první jednookou zrcadlovku.
Sutton byl fotografem průkopnické ukázky barevné fotografie Jamese Clerka Maxwella z roku 1861. V praktické zkoušce myšlenkového experimentu, který Maxwell publikoval v roce 1855, pořídil Sutton tři samostatné černobílé fotografie vícebarevné stuhy, jednu přes modrý filtr, jednu přes zelený filtr a jednu přes filtr červený. Pomocí tří projektorů vybavených podobnými filtry byly tyto tři fotografie promítány na plátno. Primární přísady se různě míchaly, aby reprodukovaly škálu barev. Fotografické materiály, které měl Sutton k dispozici, byly citlivé především na modré světlo, stěží citlivé na zelenou a prakticky necitlivé na červenou, takže výsledek byl jen částečný úspěch. O čtyřicet let později umožnily dostatečně panchromatické desky a filmy touto metodou vynikající reprodukci barev, jak dokazuje práce Sergeje Prokudina-Gorského . Princip reprodukce celé škály barev tříbarevnou analýzou a syntézou je založen na povaze lidského barevného vidění a je základem téměř všech praktických chemických a elektronických technologií barevného zobrazování. Obraz Suttonovy stuhy se někdy nazývá první barevná fotografie. Ve skutečnosti existovaly dřívější a možná lepší barevné fotografie vytvořené experimentátory, kteří používali zcela jiný, čistě chemický proces, ale barvy rychle vybledly, když byly vystaveny světlu během prohlížení. Suttonovy fotografie zachovaly barevnou informaci v černobílých stříbrných obrázcích, které neobsahovaly žádné skutečné barvivo, takže jsou velmi světlostálé a odolné a soubor lze rozumně označit za první trvalou barevnou fotografii.
Sutton také pracoval na vývoji suchých fotografických desek.

## Galerie

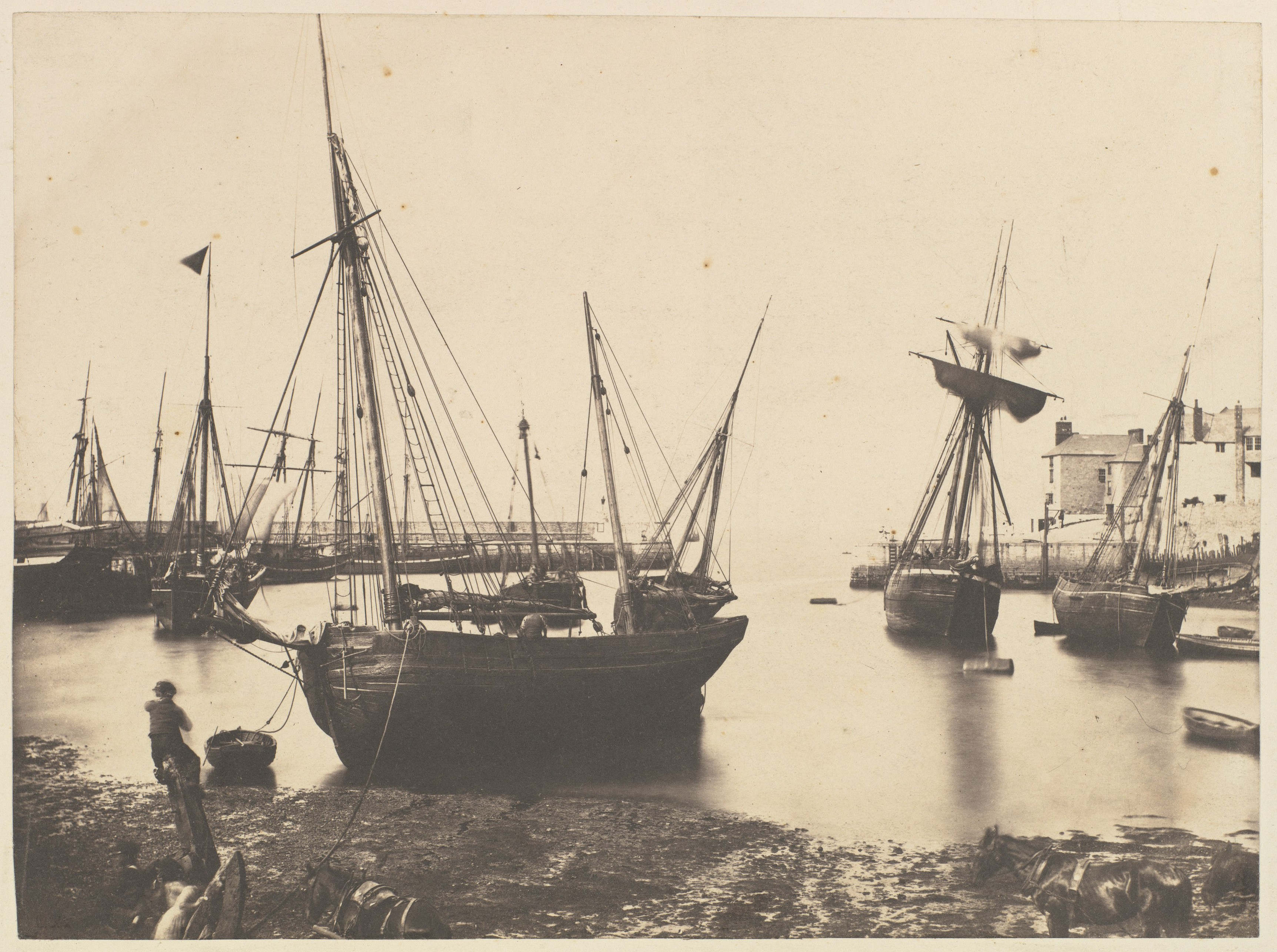
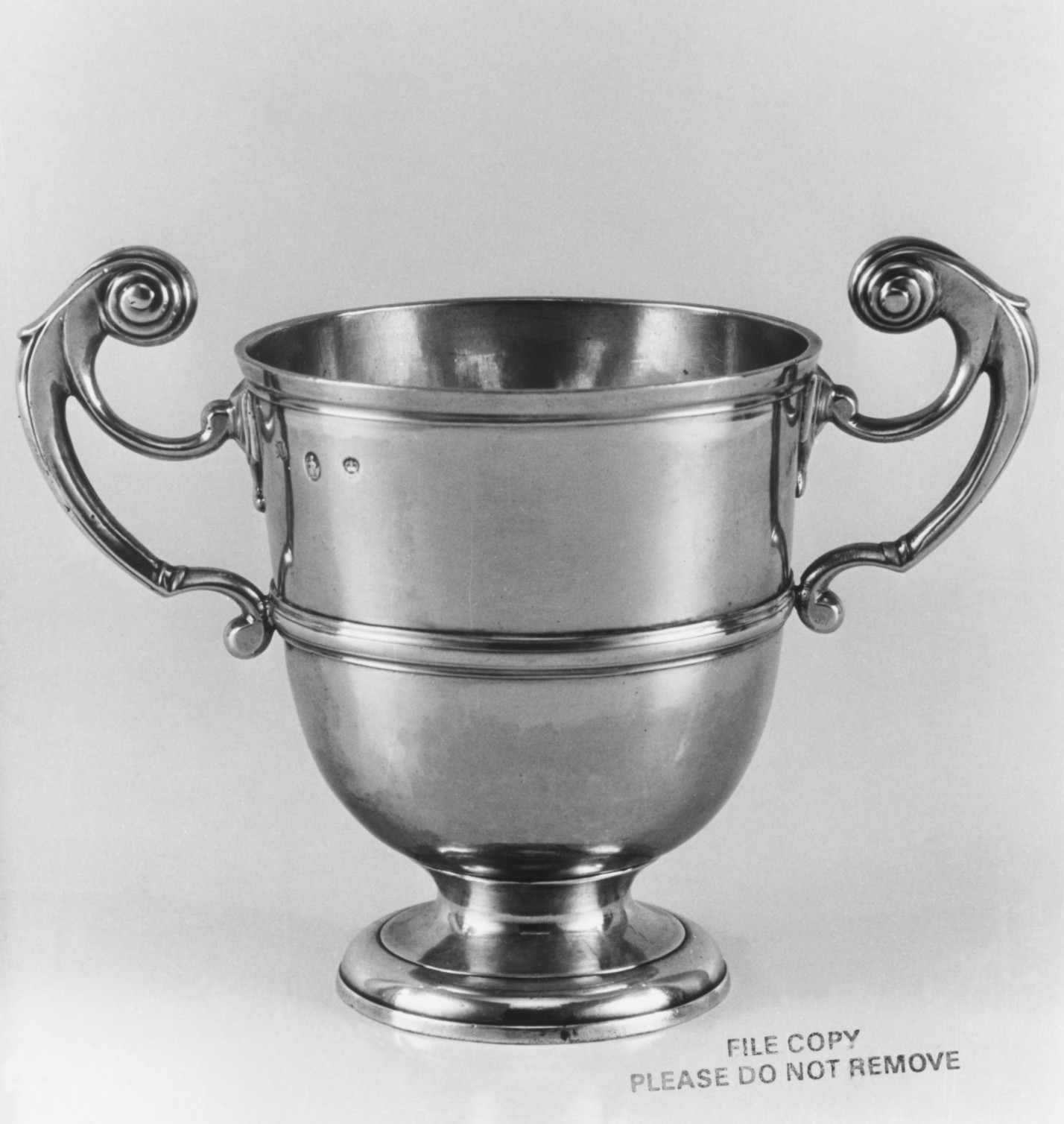
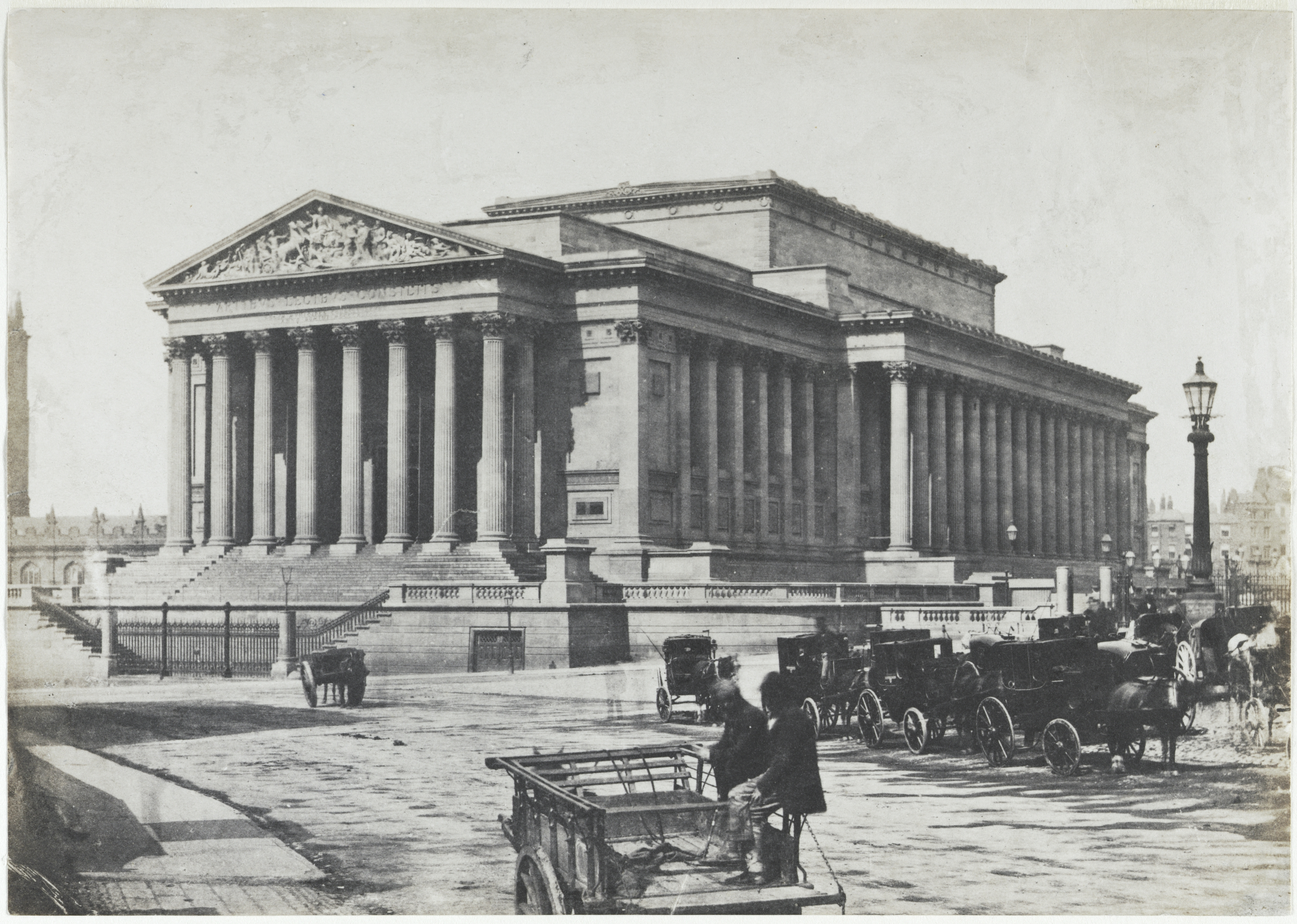